# Attentato del raccordo di Mehola
L'attentato del raccordo di Mehola (noto anche come attentato a Beit El, letteralmente "attentato alla Casa di Dio") fu il primo attacco suicida con autobomba effettuato da militanti palestinesi ed avvenne il 16 aprile 1993.
Il produttore di bombe di Hamas Yahya Ayyash attrezzò un Volkswagen Transporter utilizzando tre grandi serbatoi di propano ed esplosivi raccolti da granate ed altri ordigni. La bomba era collegata a un interruttore del detonatore nei comandi del guidatore.
Un agente di Hamas guidò l'auto fino al raccordo di Mehola, un'area di servizio sull'autostrada della Valle del Giordano in Cisgiordania. Subito dopo l'una di notte, l'auto esplose tra due autobus, uno civile e uno militare. L'esplosione uccise al-Nabulsi e Marwan Ghani, un palestinese del vicino villaggio di Bardala che lavorava in uno snack bar a Mehola. Il fratello di Ghani e otto soldati israeliani rimasero leggermente feriti.